# Robert de Sorbon
Robert de Sorbon (9. října 1201 v Sorbonu u Rethel – 15. srpna 1274 v Paříži) byl francouzský kněz a teolog a zakladatel Sorbonny.

## Život
Robert de Sorbon pocházel z venkovské rodiny. Studoval teologii v Remeši a Paříži a v roce 1250 se stal doktorem teologie. Zastával místo kanovníka v kostele v Cambrai. Poté, co získal věhlas svými kázáními, jej Ludvík IX. jmenoval svým kaplanem a později zpovědníkem.
Robert de Sorbon se rozhodl snížit překážky, které měly žáci z chudých rodin, a které on sám zažil v průběhu svého studia, a založil společnost duchovních, kteří by poskytovali výukové lekce zdarma šestnácti studentům teologie. K této společnosti se připojili Guillaume de Bray, arciděkan z Remeše, Robert de Douai, královnin kanovník a lékař, Geoffroi de Bar, pozdější kardinál a Guillaume de Chartres, jeden z králových kaplanů.
Výnosem ze dne 21. října 1250 královna Blanka Kastilská, která vládla během sedmé křížové výpravy, věnovala Robertovi de Sorbon dům a přilehlé stáje, aby zde mohl vyučovat chudé žáky. Tato královská dotace je nejstarší písemnou zprávou týkající se Sorbony. Samotná kolej nazvaná po svém zakladateli Collège de Sorbonne byla založena v roce 1253 a posléze se stala nejslavnější kolejí Pařížské univerzity. Nadace byla potvrzena králem v roce 1257. V únoru 1258 a v roce 1263 Robert získal od krále další dva domy.
Robert nařídil, že žáci jeho koleje budou přijati na základě zkoušek. Tím nebyli vyloučeni ze studia studenti z bohatých rodin. Pouze platili koleji částku odpovídající stipendiu, které dostávali chudí. Do koleje měli rovněž přístup studenti z jiných evropských zemí.
Teologickou kolej schválil v roce 1259 papež Alexandr IV. Robert ji v roce 1271 doplnil o další kolej pro humanitní vědy a filozofii. Budovy kolejí stály až do roku 1635, kdy je nechal kardinál Richelieu zbořit a na jejich místě vybudovat nové, dnes zde stojí barokní kaple sv. Uršuly.
Ve své poslední vůli z roku 1270 Robert odkázal veškerý svůj majetek koleji Sorbonně.